# Domaine de Yonezawa

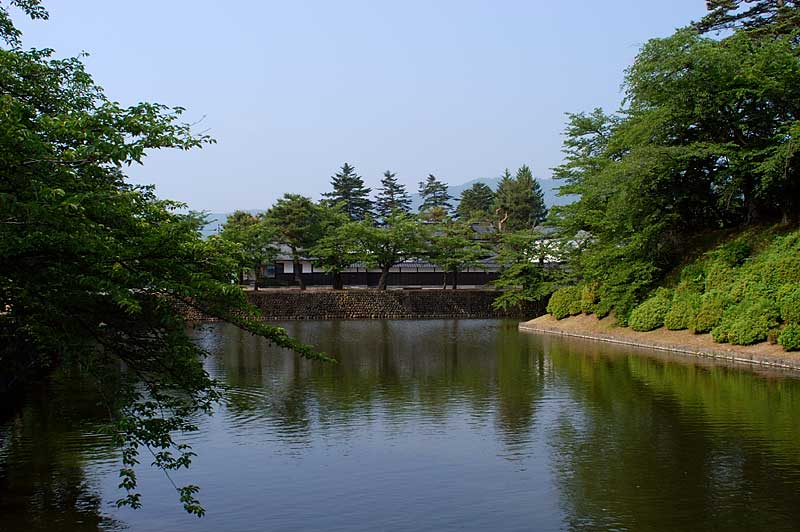
Vue de Yonezawa

Le domaine de Yonezawa (米沢藩, Yonezawa-han) est un domaine féodal japonais de l'ère Edo, gouverné par les daimyōs du clan Uesugi. Couvrant le district Okitama de la province de Dewa dans ce qui est de nos jours le sud de la préfecture de Yamagata, le territoire est dirigé depuis le château de Yonezawa dans la ville moderne de Yonezawa. Les Uesugi sont des tozama daimyō aux revenus initiaux de 300 000 koku qui s'établissent plus tard entre 150 000 et 180 000 koku.
Yonezawa est peut-être surtout connu pour sa rapide transformation qui le fait passer d'une situation de pauvreté, d'endettement, et où règne la corruption, à un État de grande prospérité en seulement deux décennies, des années 1760 aux années 1780. En 1830, le shogunat présente Yonezawa comme un parangon de domaine bien géré. L'universitaire Mark Ravina (en) se sert de Yonezawa comme d'une étude de cas, en analysant le statut politique et les conceptions de l'État et d'identité des domaines féodaux de la période Tokugawa (1603-1868).

## Histoire
La région est contrôlée par le clan Date pendant presque toute l'époque Sengoku, à partir de 1548-1591, quand Toyotomi Hideyoshi parvient au pouvoir et ordonne aux Date de s'installer à Iwadeyama dans la province de Mutsu. Les Uesugi donnent le domaine d'Aizu au clan Gamō et Kagekatsu Uesugi , tairō du Conseil des cinq Anciens, offre à son karō (conseiller) Naoe Kanetsugu un revenu de 300 000 koku.
Mais en 1600, les Uesugi s'opposent à Tokugawa Ieyasu à la bataille de Sekigahara et sont défaits, devenant alors des tozama daimyō (« daimyo de l'extérieur ») sous le nouveau shogunat. Leur territoire et revenus d'une valeur de 1 200 000 koku sont réduits à 300 000 et ils sont contraints de quitter le domaine d'Aizu pour celui de Yonezawa, y récupérant le château des Naoe. Ils possèdent maintenant des terres d'une valeur de 180 000 koku dans la province de Dewa et de 120 000 koku dans la province voisine de Mutsu. Le clan Honjō reçoit du shogunat le proche château de Fukushima afin de surveiller les Uesugi et les empêcher d'étendre leur territoire. Ce territoire de 300 000 koku représente le maximum des revenus du clan Uesugi durant la période Tokugawa.
Comme de nombreux han de l'archipel, Yonezawa est géré en État semi-indépendant, directement par le daimyō. Les Uesugi exigent de leurs vassaux qu'ils respectent le shogunat et interdisent les critiques publiques, mais n'imposent et ne mettent en œuvre que les édits et les politiques qu'ils choisissent. Il est ordonné aux obligés d'obéir aux lois du shogunat quand ils se trouvent hors du domaine mais à l'intérieur, les ordres du shogun ne s'appliquent pas à moins qu'ils ne soient validés par le daimyō.
En 1664, Tsunakatsu Uesugi, troisième daimyō de Yonezawa, meurt sans héritier. La succession est réglée sur le conseil de son beau-père, Hoshina Masayuki, frère cadet du shogun Tokugawa Iemitsu. Il suggère que le clan adopte comme héritier Tsunanori Uesugi, fils de la sœur cadette de Tsunakatsu et de Yoshinaka Kira, bien que cela entraîne la séparation en deux du domaine, réduit à une valeur de seulement 150 000 koku au sein de la province de Dewa.
Cette décision entraîne de graves conséquences financières dans le domaine, tant pour les Uesugi et leur administration que pour la masse toujours croissante des paysans appauvris. La situation devient si extrême que Shigetada Uesugi, le huitième daimyō, envisage sérieusement de céder le domaine au shogunat. Finalement, il quitte sa fonction de daimyō en faveur de Uesugi Harunori, qui met alors en œuvre une réforme de l'administration du domaine et relance son économie. Il introduit de strictes mesures disciplinaires et ordonne l'exécution de plusieurs karō (conseillers) qui s'opposent à ses plans. Afin de financer les réparations du château qu'impose le shogunat à son domaine, Harunori demande à ses obligés d'accepter une réduction de leurs allocations pour le bien du domaine. En conséquence de toutes ces réformes, le domaine de Yonezawa devient assez prospère et ne souffre pas de la famine qui afflige le Japon durant l'ère Tenmei (1781-1789). En 1830, le shogunat cite officiellement Yonezawa comme parfait exemple de domaine bien gouverné.
Quand la guerre de Boshin se déclare en 1868 et que disparaît le shogunat avec l'abdication du shogun Yoshinobu Tokugawa , les Uesugi se joignent à l'« Alliance du Nord » (Ōuetsu Reppan Dōmei), expriment leur soutien au domaine d'Aizu assiégé et s'opposent à la domination des domaines de Satsuma et Chōshū sur le nouveau gouvernement impérial, tout en affirmant leur intention de « reconquérir le Japon de telle sorte que l'empereur puisse effectivement régner sur le pays ». Les membres de l'Alliance reconnaissent également leur dette envers Hoshina Masayuki, le premier daimyo d'Aizu qui est une figure respectée dans de nombreux domaines. Après plusieurs mois de batailles, l'Alliance est défaite et l'ère Meiji commence sous un nouveau gouvernement impérial. Le domaine, dont la valeur est réduite de 3 000 koku, est alors associé à d'autres territoires pour former le « han Yonezawa Shinden » en 1869, puis supprimé quand l'ensemble du système han est aboli deux ans plus tard. Il est renommé « préfecture de Yonezawa », et intégré très peu de temps après à la « préfecture d'Okitama » pour former l'actuelle préfecture de Yamagata.
La fin du shogunat et l'abolition du système han ont pour conséquence l'élimination des classes des samouraïs et des daimyōs. Le clan Uesugi intègre la nouvelle structure nobiliaire (kazoku) de l'ère Meiji et ses membres deviennent comtes (hakushaku en japonais).

## Liste des daimyos
- Clan Uesugi (tozama daimyo ; 300 000 → 150 000 → 180 000 → 147 000 koku)

1. Uesugi Kagekatsu
2. Uesugi Sadakatsu
3. Uesugi Tsunakatsu
4. Uesugi Tsunanori
5. Uesugi Yoshinori
6. Uesugi Munenori
7. Uesugi Munefusa
8. Uesugi Shigesada
9. Uesugi Harunori
10. Uesugi Haruhiro
11. Uesugi Narisada
12. Uesugi Narinori
13. Uesugi Mochinori

## Conseillers
Parmi les anciens conseillers (karō) du domaine de Yonezawa au cours de l'époque d'Edo, on compte Chisaka Takafusa, Yasunaga Irobe et Chisaka Takamasa.